# Wybory prezydenckie w Stanach Zjednoczonych w 1952 roku

Mapa wyborcza Stanów Zjednoczonych w 1952 roku. Liczba na mapie określa liczbę przedstawicieli stanu w Kolegium Elektorów

Wybory prezydenckie w Stanach Zjednoczonych w 1952 roku – czterdzieste drugie wybory prezydenckie w historii Stanów Zjednoczonych. Na urząd prezydenta wybrano Dwighta Eisenhowera, a wiceprezydentem został Richard Nixon.

## Kampania wyborcza
Po zapowiedzi nieubiegania się o reelekcję Harry’ego Trumana obie główne partie zabiegały o poparcie Dwighta Eisenhowera. Pod względem przekonań politycznych i polityki gospodarczej, generałowi bliżej było do Partii Republikańskiej. O jej nominację ubiegał się także Robert A. Taft, syn byłego prezydenta Williama Tafta. Bossowie partyjni, argumentując że Taft jest izolacjonistą i obojętne mu jest utrzymanie wysokiej pozycji wojskowej Stanów Zjednoczonych na świecie, przekonali Eisenhowera by zgodził się kandydować. 30 maja 1952 generał przekazał zwierzchnictwo sił zbrojnych NATO Matthew Ridgwayowi i wystąpił z wojska. Na konwencji republikanów, odbywającej się w dniach 7-11 lipca w Chicago Eisenhower otrzymał nominację w pierwszym głosowaniu. Kandydatem na wiceprezydenta został Richard Nixon. Wakat w Partii Demokratycznej po ustępującym prezydencie, wykorzystał gubernator Illinois, Adlai Stevenson. Jego współkandydatem został reprezentant stanów Południa John Sparkman. Był to sygnał, że ugrupowanie uporało się z rozłamami, jakie miały miejsce w 1948 roku, z powodu praw obywatelskich. Stevenson popierał ówczesny kierunek polityki zagranicznej i prowadził aktywną kampanię. Jego wykształcenie i zdolności oratorskie pozwoliły mu na zdobycie elektoratu intelektualistów, jednak nie wpłynęło na poparcie klas średnich. Eisenhower prowadził aktywną kampanię, jeżdżąc po kraju i obiecując zakończenie wojny w Korei, a także oskarżając demokratów o zbyt łagodną politykę względem komunizmu. To, w połączeniu z niepopularnością ustępującej administracji Trumana, spowodowała zdecydowane zwycięstwo republikanina.

## Kandydaci

### Partia Demokratyczna

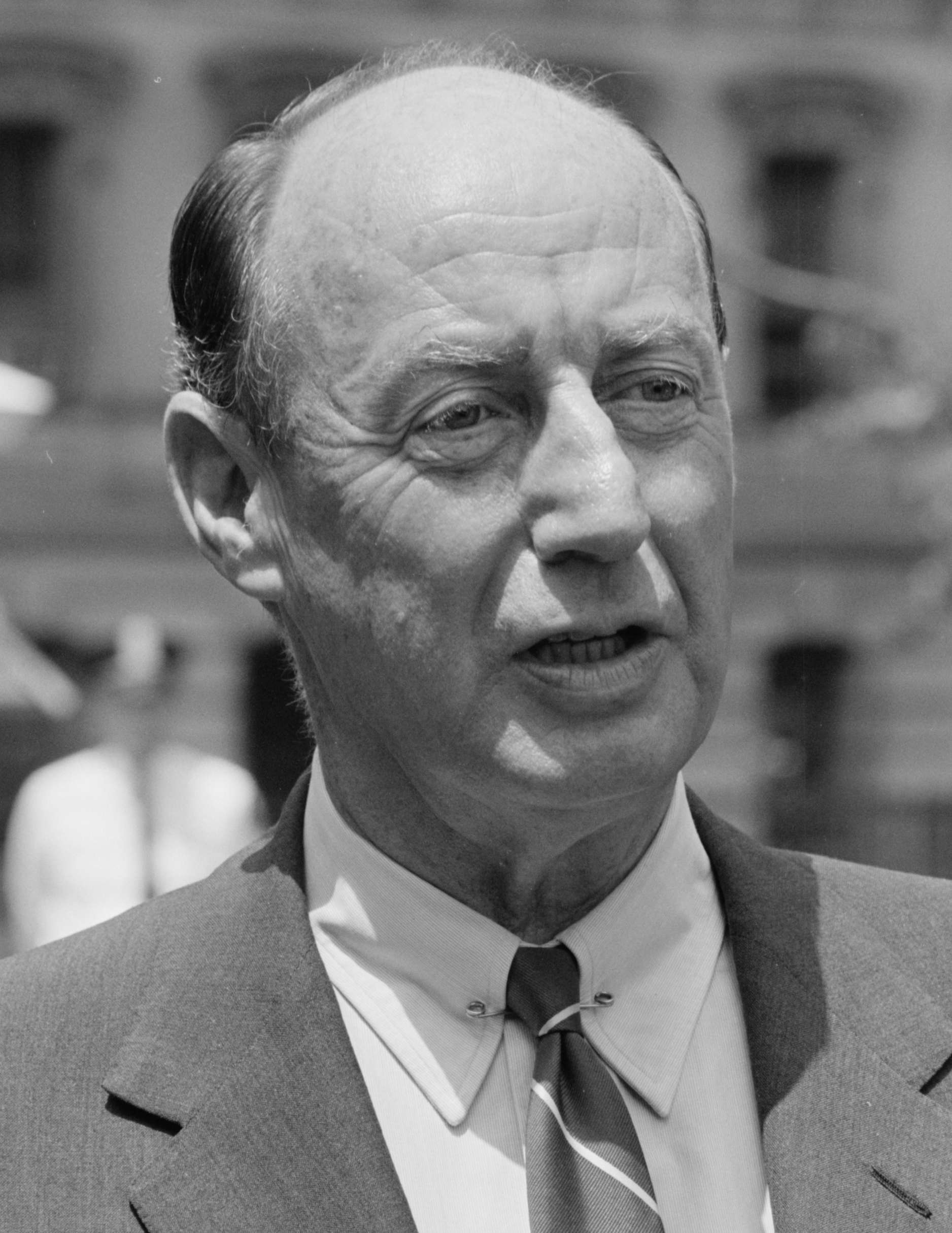
Adlai Stevenson
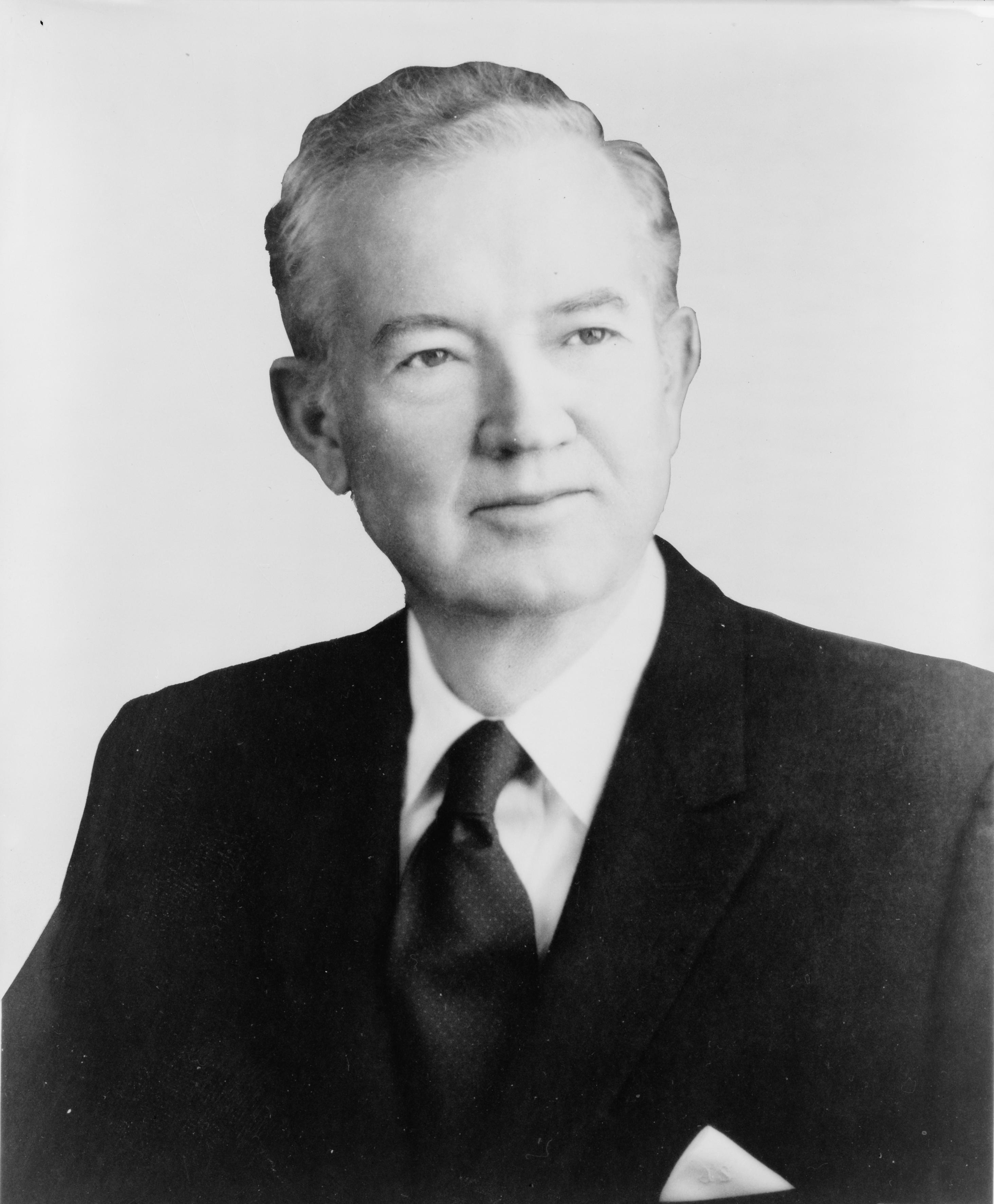
John Sparkman

### Partia Republikańska

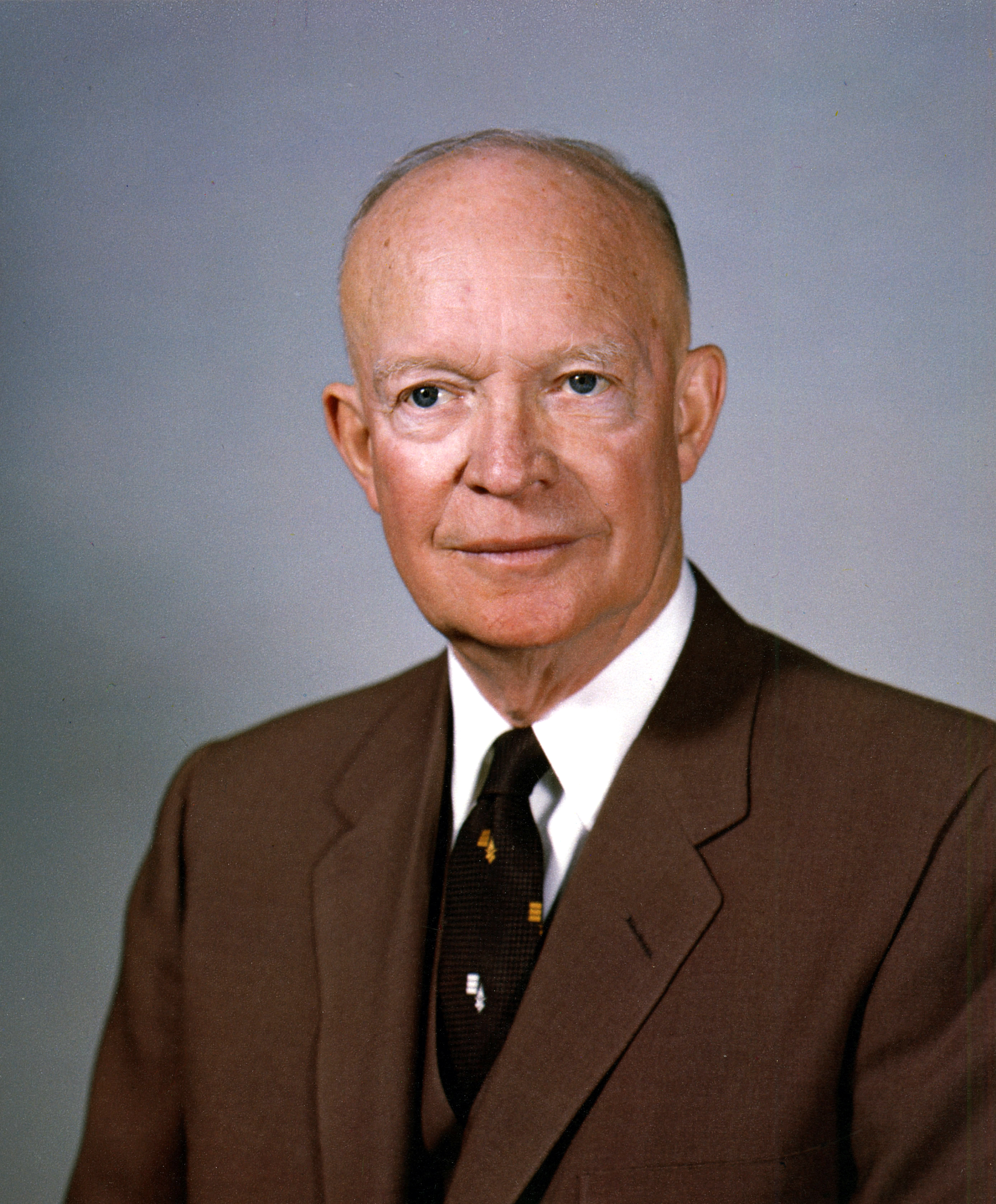
Dwight Eisenhower
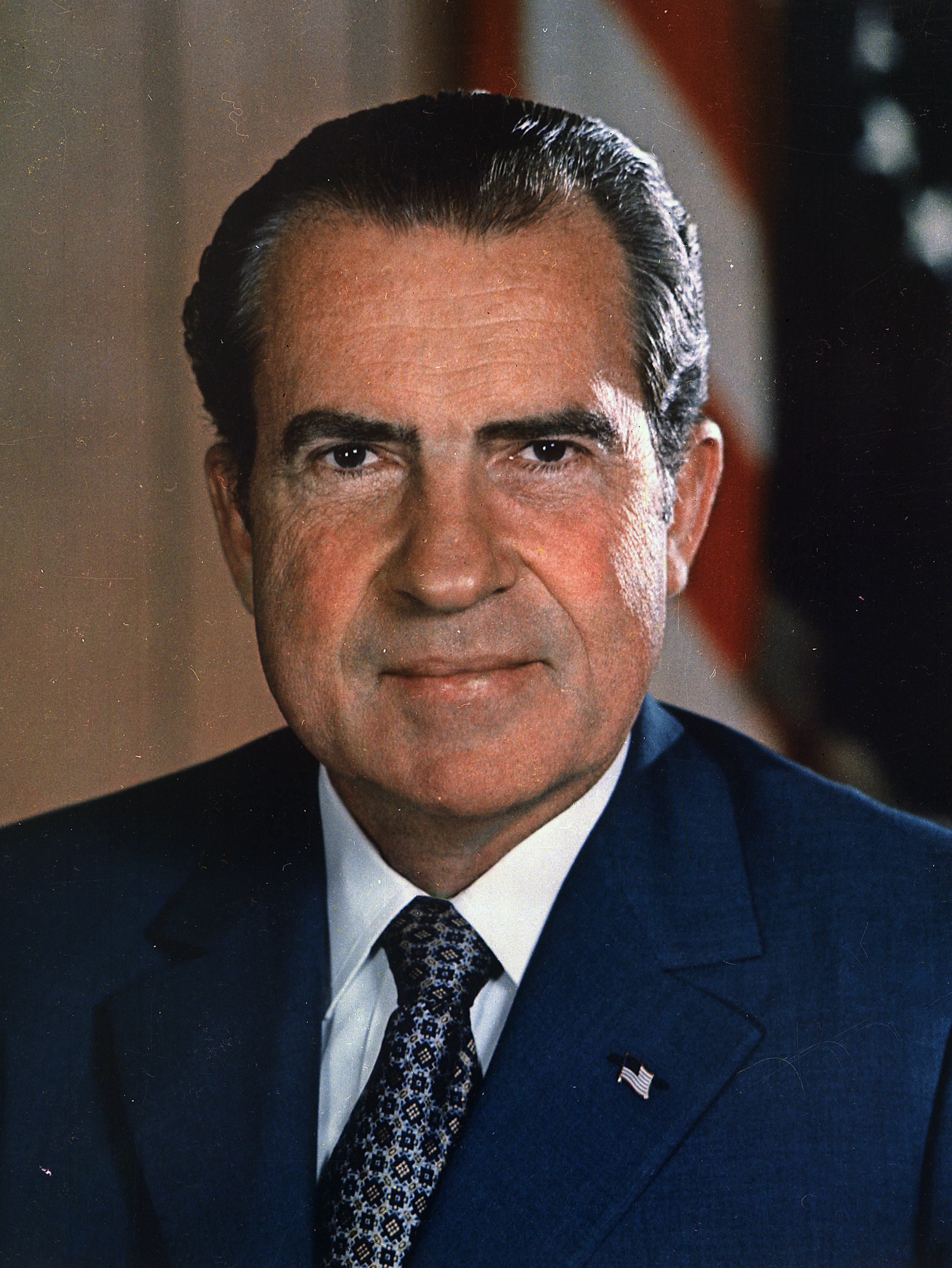
Richard Nixon

## Wyniki głosowania
Głosowanie powszechne odbyło się 4 listopada 1952. Eisenhower uzyskał 55,1% poparcia, wobec 44,4% dla Stevensona. Ponadto, około 300 000 głosów oddano na niezależnych elektorów, głosujących na innych kandydatów. Frekwencja wyniosła 61,6%. W głosowaniu Kolegium Elektorów Eisenhower uzyskał 442 głosy, przy wymaganej większości 266 głosów. Na Stevensona zagłosowało 89 elektorów. W głosowaniu wiceprezydenckim zwyciężył Nixon, uzyskując 442 głosy, wobec 89 dla Sparkmana.
Dwight Eisenhower został zaprzysiężony 20 stycznia 1953 roku.
| Kandydat na prezydenta | Partia               | Głosowanie powszechne | Głosowanie powszechne | Kolegium Elektorów |
| Kandydat na prezydenta | Partia               | Głosy                 | Procent               | Kolegium Elektorów |
| ---------------------- | -------------------- | --------------------- | --------------------- | ------------------ |
| Dwight Eisenhower      | Partia Republikańska | 33 936 234            | 55,1%                 | 442                |
| Adlai Stevenson        | Partia Demokratyczna | 27 314 992            | 44,4%                 | 89                 |
| Łącznie                | Łącznie              | Łącznie               | Łącznie               | 531                |

| Kandydat na wiceprezydenta | Partia               | Kolegium Elektorów |
| -------------------------- | -------------------- | ------------------ |
| Richard Nixon              | Partia Republikańska | 442                |
| John Sparkman              | Partia Demokratyczna | 89                 |
| Łącznie                    | Łącznie              | 531                |